# تاپسی پانو
تاپسی پانو (متولد ۱ اوت ۱۹۸۷) یک بازیگر و مدل هندی فعال در صنعت فیلم جنوب هند و بالیوود است. معروفترین فیلم‌ او پینک است.

## فیلم‌شناسی
فهرست برخی از فیلم‌هایی که تاپسی پانو در آنها به ایفای نقش پرداخته‌است:
- پینک
- نام من شبانا
- دوقلوها ۲
- زمین بازی
- حمله قاضی
- آرزوی قلبی
- سورما
- بازی تمام شد
- کانچانا ۲
- عملیات مریخ
- انتقام
- ملک
- چشم بد دور
- وسط خال
- آقای کامل
- سیلی
- آغاز
- ویرا
- دلبر زیبا
- دانکی
- آناندو برهما
- برای سرگرمی